# Buqei‘a
Buqei‘a (hebreiska: בקיעה, Bukei’a, פקיעין) är en ort i Israel.   Den ligger i distriktet Norra distriktet, i den norra delen av landet. Buqei‘a ligger 565 meter över havet och antalet invånare är 5 200.
Terrängen runt Buqei‘a är kuperad. Runt Buqei‘a är det ganska tätbefolkat, med 90 invånare per kvadratkilometer. Närmaste större samhälle är Karmi'el, 7,2 km söder om Buqei‘a. Trakten runt Buqei‘a består till största delen av jordbruksmark.